# Несрочная весна (фильм)
«Несрочная весна» — советский телевизионный художественный фильм 1989 года, лирическая повесть по мотивам произведений Ивана Бунина (рассказов «Несрочная весна», «Руся», «Князь во князьях», «Качели», «Мухи», «Журавли», «Кавказ», повести «Суходол», дневниковых записей), снятая ко 120-летнему юбилею писателя.
Фильм получил Приз за лучший фильм на фестивале белорусского кино в Минске «Весна-90».

## Сюжет
Действие происходит в 1914, 1917 и 1923 годах в России.
Фильм построен по трёхчастной структуре. Третья часть связывает остальные составляющие сюжета.
Действие начинается в 1923 году.
Главный герой — Алексей Дмитриевич — приезжает на забытую богом станцию Буяново. Понимая, что ему не удастся найти ночлег, он устраивается на крыльце ближайшего трактира и погружается в воспоминания.
Первая часть его воспоминаний относится к 1914 году. Именно тогда он впервые влюбился в дочь хозяев, у которых занимался репетиторством, — влюбился безоглядно и романтично, но оказался не готов к этой любви. Он покинул приютившую его усадьбу, не зная того, что в ту самую ночь, когда их отношения с Русей, кажется, полностью определились, был убит её отец.
Спустя три года Руся неожиданно появляется в холостяцкой квартире Алексея Дмитриевича и предлагает вернуться в усадьбу, где прошла их юность, в надежде возвратить прошлые чувства. Но он оказался не готов к такому повороту событий. Романтика ушла в прошлое. Ему приходится выбирать между любовью и действительностью. И человеческая философия отходит на второй план, уступая место философии практической. В тот момент Алексей Дмитриевич оказался не готов к возрождению чувств и малодушно отказался от своей любви. Теперь же, предчувствуя гибель, он, напротив, стремится ей навстречу, поскольку ничего более в его жизни не осталось. Именно об этом повествует третья часть фильма, уходящая окончательно из области реалий.
Своё последнее возвращение в усадьбу герой совершает на катафалке.
«Ушедший мир не есть мир мёртвых», — говорит он человеку, который через короткое время станет убийцей его и фантасмагорической Руси, которая снова возникает в жизни Алексея Дмитриевича. — «Напротив. С каждым днём он всё более воскресает для меня и становится единственной и всё более радостной обителью души».
Невозможная, полуреальная встреча с Русей оказывается последней.
И только природа с тоскою и радостью продолжает своё вечное существование.

## В ролях
- Маргарита Захарова — Руся
- Игорь Захаров — Алексей Дмитриевич
- Куравлёв, Леонид Вячеславович — хозяин
- Сайко, Наталья Петровна — хозяйка
- Крюков, Николай Николаевич — Лукьян Степанович
- Назаров, Юрий Владимирович — Прокофий
- Климович, Игорь Григорьевич — Гервасий
- Мороз, Валерий Петрович — Клим (озвучил Игорь Ефимов)
- Дима Демский — Петя
- Шульга, Юрий Николаевич — станционный смотритель
- Сичкарь, Владимир Леонтьевич — еврей на катафалке
- Мацкевич, Иван Иванович — пьяный купец
- Толкачиков, Владимир Александрович — кучер

## Съёмочная группа
- Авторы сценария: Толкачиков, Владимир Александрович, Камцев (Смирнов), Андрей Николаевич
- Режиссёр: Толкачиков, Владимир Александрович
- Оператор: Бондарев, Сергей Тарасович
- Художник: Дементьев, Владимир Андреевич

В фильме звучит музыка Александра Иванова-Крамского, Георга Генделя, Алессандро Марчелло, Сергея Рахманинова, Томазо Альбинони.

## Производство
Съёмки фильма проходили в Лошицком усадебно-парковом комплексе в Минске.
Художник фильма Владимир Дементьев, ценивший творчество Ивана Бунина, называл «Несрочную весну» своим любимым фильмом. По ходу съёмок он предлагал Владимиру Толкачикову множество идей, к которым режиссёр всегда прислушивался, и был признателен Дементьеву за совместную работу над фильмом.

## Показ
Премьера фильма состоялась 2 июня 1990 года на первом канале центрального телевидения.
После 1990 года фильм не демонстрировался.
В современной России фильм был впервые показан 4—5 февраля 2013 года по телеканалу «Карусель». При показе фильм был «отредактирован». Неизвестные редакторы сократили «Несрочную весну» на четыре минуты, серьёзно исказив авторский замысел.
После показов по «Карусели» фильм снова исчез с экранов.
Следующий показ состоялся лишь 25 октября 2020 года по телеканалу «Россия-Культура».

## Критика
«Несрочная весна» — мелодрама со всеми её атрибутами. Хорошая мелодрама — золотой запас кинематографа. Но почему же оставляет фильм впечатление, что меня обманули? А всему виной Иван Бунин. Ведь вынес же зачем-то его имя в эпиграф фильма режиссёр. И зря. Фильм совместил в себе кусочки из нескольких рассказов Бунина, но именно кусочки, которые в целом выглядят разномастными заплатками на сюжете.— Журнал «Коммунист Белоруссии» Выпуски 1-6, 1990 год - Стр. 586

«Несрочная весна» (дебютанта В. Толкачикова) дал мне заряд бодрости и надежды… Тонкая, элегантная экранизация рассказов, литературных миниатюр и дневниковых записей И. Бунина вызвала ощущение свежего ветра, который ворвался в духоту зрительного зала. Это был праздник кинематографа, когда воплощение означало развитие психологии характеров, событий; где визуальный образ комментировал всё то, что сегодня происходит с нами.— Еженедельник «Літаратура і мастацтва» от 27 июля 1990 года - Стр. 10

Режиссёр В. Толкачиков и его такой же молодой соавтор сценария А. Камцев избрали наиболее сложный, но в то же время плодотворный путь – прочитали Бунина глазами благодарных, трепетных потомков. Кажется, это вообще первая экранизация произведений великого писателя в нашем кино.В «Несрочной весне» интересно всё: и работа художника-постановщика, и работа декораторов, гримёра, актёров. Особенно хочется отметить первую работу оператора-постановщика С. Бондарева.— Журнал «Мастацтва Беларусi» № 8 за 1990 год - Стр. 47

Найдётся, безусловно, завзятый литературовед, который, не жалея времени, докопается до следов конкретных бунинских персонажей и коллизий и, сравнив их с экранными, потрёт руки от удовольствия: не сходится тут, не совпадает там, а местами и вовсе за Бунина придумано. Пусть! Сколько уже было экранизаций, где в кадре «насмерть» стояла академическая буква, украшая чеканный профиль очередного классика. Эти фильмы – мемориалы над могилами литературных героев – способные сегодня только проиллюстрировать научную телепередачу, позволяющие недостойным ученикам и недоумкам не отягощать себя чтением первоисточников. Что ж, каждому – своё. Мне же дорого в этом фильме то ощущение, которое передаёт Толкачиков после знакомства с произведениями и особенно дневниками писателя.— Журнал «Мастацтва Беларусi» № 10 за 1990 год - Стр. 37

Наверное, никто из классиков не писал о любви так, как Иван Бунин. Возможно, поэтому фильм «Несрочная весна» стал одним из редких белорусских фильмов, где красиво показана любовь, ее физическая и духовная природа. Здесь нет желания отвести взгляд от неловко снятой любовной сцены, при виде любящих людей. Любовь пронизана светом возвышенных чувств и естественных радостных ощущений. Красота и обаяние чувств рифмуются с видом изящных кувшинок на глади озера, с ритмом плывущей лодки и кружевом дрожащих брызг. Женская природа раскрывается в иррациональной, загадочной сфере, выходящей за рамки обыденной жизни. Таинственная Руся (Маргарита Захарова) похожа на русалку и навсегда остается в памяти героя как девушка-мечта, с которой связаны воспоминания о прогулках по саду, ночных купаниях в озере, о времени короткого и незабываемого счастья.— Журнал «На экранах» № 10 за 2019 год - Стр. 17